# Sichertrog

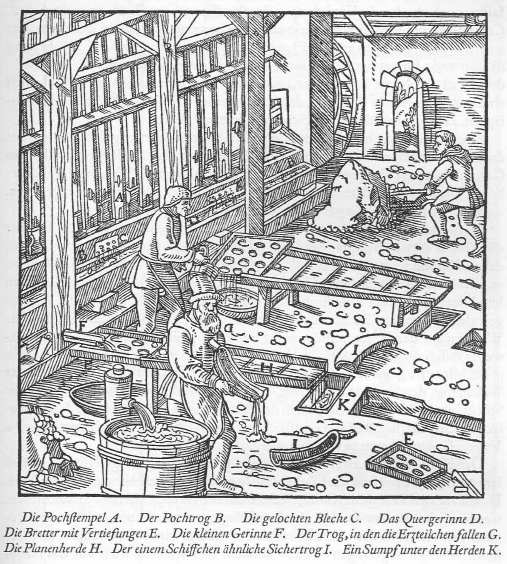
Sichertrog nach Agricola

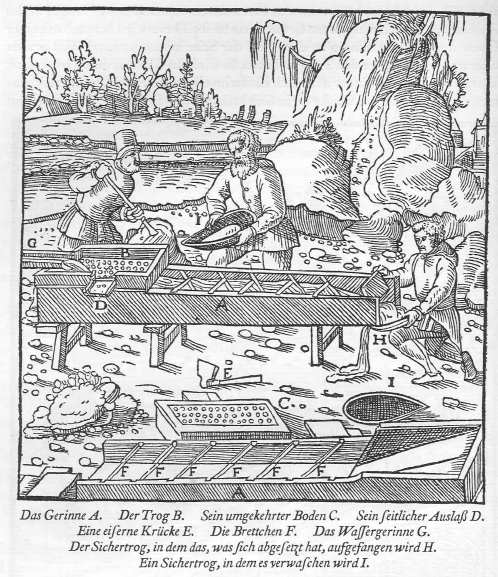
Sichertrog nach Agricola

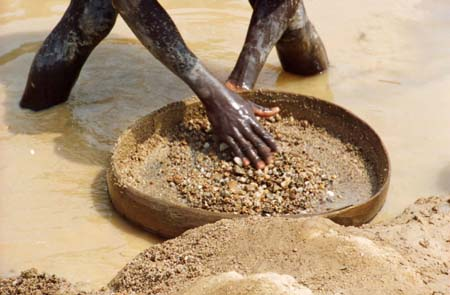
Der Sichertrog eines Diamantenwäschers in Sierra Leone.

Ein Sichertrog, auch als Waschschüssel bezeichnet, ist ein flaches, tellerförmiges Gefäß, mit einem Durchmesser von etwa 30 bis 50 Zentimetern, das zur mechanischen Trennung von Schwermineralen, und besonders von gediegenem Gold, aus aufgeschlämmten Sanden dient. Beim touristischen und hobbymäßigen Goldwaschen hat sich (als Lehnübersetzung aus englisch: goldpan) auch der Name Goldpfanne oder Goldwaschpfanne eingebürgert.

## Geschichte
Den Vorläufer des heutigen Sichertroges stellt die hölzerne Saxe oder Sachse dar, die sich vermutlich im 14. Jahrhundert in Böhmen entwickelt hat, und bereits im 15. Jahrhundert in Deutschland bekannt und gebräuchlich war. Georgius Agricola beschreibt sie ausführlich in seinem Hauptwerk De re metallica libri XII:

„Dieser Sichertrog ist glatt und 2 Finger tief, er ist seiner Form nach einem kleinen Schiffe ähnlich, denn er ist am oberen Teile breiter, am unteren schmäler, in der Mitte befindet sich eine quer verlaufende Rinne, in der sich die reinen Gold- und Silberteilchen ablagern. Der Sand wird, weil er leichter ist, fortgewaschen.“

„Der Sichertrog ist niedrig und glatt, denn er wird mit Öl oder einer anderen Art Fett eingerieben, damit nicht die kleinen Goldstäubchen an ihm hängenbleiben; auch wird er mit Ruß schwarz gefärbt, damit das Gold besser gesehen wird. Außerdem ist der Sichertrog unten in der Mitte zu beiden Seiten etwas eingekerbt, so dass er mit den Händen sicher erfasst, gehalten und bewegt werden kann. Auf diese Weise sammeln sich die Goldkörnchen oder Stückchen am hinteren Teil des Sichertroges an und wandern, wenn der hintere Teil mit der Hand gestoßen wird, wie es zu geschehen pflegt, allmählich in den vorderen Teil. In dieser Weise wäscht man besonders in Mähren das Gold.“

Um größere Sandmengen aufarbeiten zu können, wurden zuweilen bis zu 150 Zentimeter lange Sichertröge in Gestellen an Seilen aufgehängt und geschwenkt.

## Funktionsweise
Heute besitzen die Sichertröge meist einen gestuften oder geriffelten Boden, der die Trennung der verschiedenen Minerale erleichtert, und bestehen entweder aus Stahl, Holz oder Kunststoff. Kunststoffpfannen haben sich im Hobby- wie im Profibereich durchgesetzt.
Beim Waschen wird der Aushub oder das Sediment aus fließenden Gewässern durch ein Sieb in den Sichertrog gegeben und mit Wasser versehen. Die Pfanne wird in sanfte Drehbewegungen versetzt. Durch das Ausnutzen der Zentrifugalkräfte und des unterschiedlichen spezifischen Gewichts der verschiedenen Minerale bewegen sich die leichteren Bestandteile nach außen, während die schwereren Bestandteile, wie Schwermetalle, größere Kiesbrocken, dunkle Sande, Gold und Platin, in der Mitte verbleiben, zusammen mit dem sogenannten Katzengold. Die sich früh absetzenden Bestandteile werden abgegossen. Größere Brocken, wie Kies, werden mit der Hand entfernt. Anschließend wird durch vorsichtige Schwingbewegungen weiter getrennt, die Schwemmsande werden beim sogenannten „Abziehen“ per Hand abgetrennt. Dieser Vorgang wird mehrfach wiederholt.
Bei dem Vorgang wird die sehr hohe Dichte des Goldes (19300 kg/m3) ausgenutzt, die das Gold zuletzt in der Goldwaschpfanne verbleiben lässt. Die übrigen, leichteren Bestandteile werden ausgespült.

## Verwendung
Sichertröge werden heutzutage durchaus nicht nur von Amateurgoldsuchern verwendet. In der professionellen und halbprofessionellen Goldwäscherei hat sich zwar inzwischen die Goldwaschrinne durchgesetzt, aber besonders in den sogenannten Entwicklungsländern werden noch häufig Sichertröge zur handwerklichen Ausbeutung von Seifenlagerstätten benutzt, um zum Beispiel Diamanten, edle Berylle (Smaragd, Aquamarin), edle Korunde (Rubine, Saphire) etc. zu gewinnen.

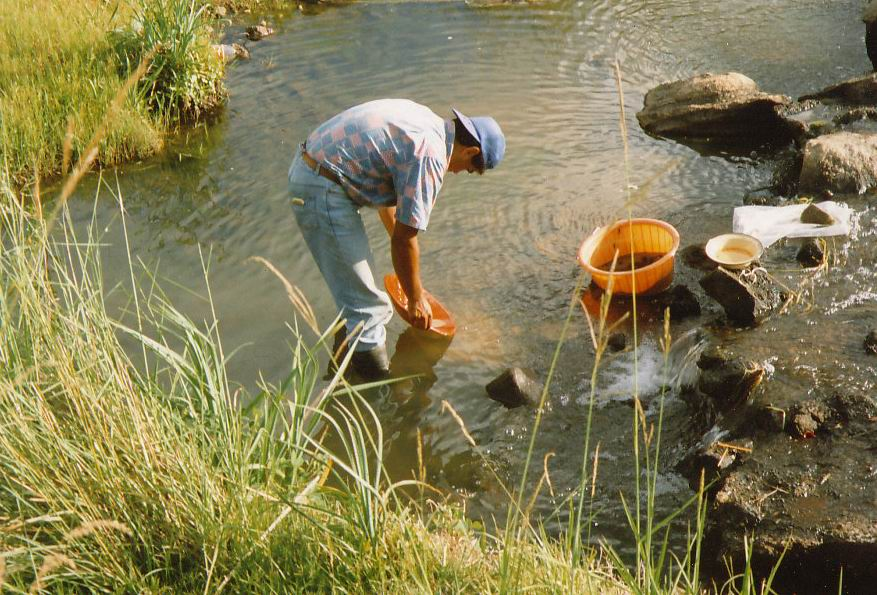
Ein Prospektor nimmt Flusssedimentproben mit einem Sichertrog.

Ebenso gehört das systematische Waschen von Bach- und Flusssedimenten noch immer zu den grundlegenden Probenahmetechniken in der Frühphase (Reconnaissance) der Rohstofflagerstätten–Prospektion. Hierbei wird das gewonnene Sedimentkonzentrat in ein geochemisches Labor geschickt und auf seine Bestandteile hin analysiert.
Beim Goldwaschen mit der Pfanne gilt in Deutschland eine Tagesausbeute von 200 Milligramm – was etwa einem Stundenlohn von 50 Cent entspricht – als ein gutes Ergebnis, weshalb es in Deutschland nur touristische Bedeutung hat.